# Piruetten
Piruetten – międzynarodowe zawody w łyżwiarstwie figurowym seniorów i juniorów rozgrywane w Hamar w Norwegii w latach 1989–2000. W jego trakcie rozgrywane były zawody w jeździe indywidualnej kobiet i mężczyzn oraz par sportowych i tanecznych. W latach 1999–2000 zawody w kategorii juniorów wchodziły w cykl zawodów Junior Grand Prix.

## Medaliści w kategorii seniorów

### Soliści
| Rok  | Złoto            | Srebro              | Brąz               | Wyniki |
| ---- | ---------------- | ------------------- | ------------------ | ------ |
| 1989 | Siergiej Dudakow | Alexander Orset     | Jan Erik Digernes  | [ 1 ]  |
| 1990 | Siergiej Dudakow | Shepherd Clark      | Siergiej Artiomow  | [ 1 ]  |
| 1991 | Scott Davis      | David Liu           | Frédéric Lebihan   | [ 1 ]  |
| 1992 | Michael Chack    | Oula Jääskeläinen   | Clive Shorten      | [ 1 ]  |
| 1993 | Elvis Stojko     | Philippe Candeloro  | Scott Davis        | [ 1 ]  |
| 1994 |                  |                     |                    |        |
| 1995 | Thierry Cerez    | Igor Siniutin       | Robert Grzegorczyk | [ 1 ]  |
| 1996 | Michael Tyllesen | Johnny Rønne Jensen | Trifun Živanović   | [ 1 ]  |
| 1997 | Michael Chack    | Margus Hernits      | Jere Michael       |        |
| 1998 | Michael Tyllesen | Michael Amentas     | Alexei Kozlov      |        |

### Solistki
| Rok  | Złoto             | Srebro                 | Brąz                | Wyniki |
| ---- | ----------------- | ---------------------- | ------------------- | ------ |
| 1989 | Stéphanie Ferrer  | Natalja Skrabniewskaja | Misachi Kashiwagi   | [ 1 ]  |
| 1990 | Marija Butyrska   | Gina Fulton            | Mari Niskanen       | [ 1 ]  |
| 1991 | Lisa Sargeant     | Kyoko Ina              | Lily Lyoonjung Lee  | [ 1 ]  |
| 1992 | Michelle Cho      | Mila Kajas             | Ann-Marie Soderholm | [ 1 ]  |
| 1993 | Nancy Kerrigan    | Josée Chouinard        | Chen Lu             | [ 1 ]  |
| 1994 |                   |                        |                     |        |
| 1995 | Cathy Belanger    | Mila Kajas             | Stephanie Main      | [ 1 ]  |
| 1996 | Brittney McConn   | Alisa Drei             | Anna Rechnio        | [ 1 ]  |
| 1997 | Tonia Kwiatkowski | Erin Sutton            | Christina Riedel    |        |
| 1998 | Joanne Carter     | Annukka Laukkanen      | Annie Bazinet       | [ 1 ]  |

### Pary sportowe
| Rok                                              | Złoto                                            | Srebro                                           | Brąz                                             | Wyniki                                           |
| nie rozegrano tej konkurencji w latach 1989–1991 | nie rozegrano tej konkurencji w latach 1989–1991 | nie rozegrano tej konkurencji w latach 1989–1991 | nie rozegrano tej konkurencji w latach 1989–1991 | nie rozegrano tej konkurencji w latach 1989–1991 |
| ------------------------------------------------ | ------------------------------------------------ | ------------------------------------------------ | ------------------------------------------------ | ------------------------------------------------ |
| 1992                                             | Mandy Wötzel / Ingo Steuer                       | Jelena Bierieżna / Oļegs Šļahovs                 | Danielle Carr / Stephen Carr                     | [ 1 ]                                            |
| 1993                                             | Natalja Miszkutionok / Artur Dmitrijew           | Isabelle Brasseur / Lloyd Eisler                 | Kyoko Ina / Jason Dungjen                        | [ 1 ]                                            |
| 1994                                             |                                                  |                                                  |                                                  |                                                  |
| nie rozegrano tej konkurencji w latach 1995–1998 |                                                  |                                                  |                                                  |                                                  |

### Pary taneczne
| Rok                                              | Złoto                                            | Srebro                                           | Brąz                                             | Wyniki                                           |
| nie rozegrano tej konkurencji w latach 1989–1991 | nie rozegrano tej konkurencji w latach 1989–1991 | nie rozegrano tej konkurencji w latach 1989–1991 | nie rozegrano tej konkurencji w latach 1989–1991 | nie rozegrano tej konkurencji w latach 1989–1991 |
| ------------------------------------------------ | ------------------------------------------------ | ------------------------------------------------ | ------------------------------------------------ | ------------------------------------------------ |
| 1992                                             | Susanna Rahkamo / Petri Kokko                    | Aliki Stergiadu / Juris Razgulajevs              | Marina Morel / Gwendal Peizerat                  | [ 1 ]                                            |
| 1993                                             | Susanna Rahkamo / Petri Kokko                    | Kateřina Mrázová / Martin Šimeček                | Jelena Kustarowa / Oleg Owsiannikow              | [ 1 ]                                            |
| 1994                                             |                                                  |                                                  |                                                  |                                                  |
| nie rozegrano tej konkurencji w latach 1995–1998 |                                                  |                                                  |                                                  |                                                  |

## Medaliści w kategorii juniorów
JGP: Junior Grand Prix

### Soliści (J)
| Rok      | Złoto             | Srebro            | Brąz              | Wyniki |
| -------- | ----------------- | ----------------- | ----------------- | ------ |
| 1989     | Lance Vipond      | Fabrice Garattoni | Aleksandr Abt     | [ 1 ]  |
| 1990     | Ilja Kulik        | Aleksandr Klimkin | Richard Leroy     | [ 1 ]  |
| 1991     | Aleksandr Abt     | Shin Amano        | Philip Dulebohn   | [ 1 ]  |
| 1995     | Stephane Bouxirot | Markus Haider     | Fabien Millasseau | [ 1 ]  |
| 1996     | Justin Dillon     | Braden Overett    | Nicolas Beaudelin | [ 1 ]  |
| 1997     | Sascha Lorenz     | Edvard Pyoriainen | Maxime Duchemin   |        |
| 1999 JGP | Gao Song          | Johnny Weir       | Andriej Lezin     | [ 2 ]  |
| 2000 JGP | Ma Xiaodong       | Evan Lysacek      | Anton Smirnow     | [ 3 ]  |

### Solistki (J)
| Rok      | Złoto               | Srebro                | Brąz             | Wyniki |
| -------- | ------------------- | --------------------- | ---------------- | ------ |
| 1989     | Marie-Pierre Leray  | Danielle Brunelle     | Julija Worobjowa | [ 1 ]  |
| 1990     | Anna Rechnio        | Sarah Abitbol         | Stephanie Walker | [ 1 ]  |
| 1991     | Yukiko Kawasaki     | Irina Maljutina       | Stephanie Main   | [ 1 ]  |
| 1995     | Sanna-Maija Wiksten | Elina Kettunen        | Julie Marques    | [ 1 ]  |
| 1996     | Serena Phillips     | Kaja Hanevold         | Caroline Gülke   | [ 1 ]  |
| 1997     | Sara Lindroos       | Sophie Favrichon      | Marjut Turunen   |        |
| 1999 JGP | Deanna Stellato     | Irina Nikołajewa      | Irina Tkaczuk    | [ 2 ]  |
| 2000 JGP | Susanna Pöykiö      | Ann Patrice McDonough | Tatjana Basowa   | [ 3 ]  |

### Pary sportowe (J)
| Rok      | Złoto                                      | Srebro                      | Brąz                       | Wyniki |
| -------- | ------------------------------------------ | --------------------------- | -------------------------- | ------ |
| 1999 JGP | Wiktorija Szlachowa / Grigorij Pietrowskij | Alena Maltsewa / Oleg Popow | Megan Sierk / Dustin Sierk | [ 2 ]  |
| 2000 JGP | Zhang Dan / Zhang Hao                      | Alena Maltsewa / Oleg Popow | Alicia Heelan / Eric Leser | [ 3 ]  |

### Pary taneczne (J)
| Rok      | Złoto                              | Srebro                          | Brąz                               | Wyniki |
| -------- | ---------------------------------- | ------------------------------- | ---------------------------------- | ------ |
| 1999 JGP | Emilie Nussear / Brandon Forsyth   | Julija Gołowina / Dienis Egorow | Jelena Chalawina / Maksim Szabalin | [ 2 ]  |
| 2000 JGP | Jelena Chalawina / Maksim Szabalin | Anna Motowiłowa / Dienis Egorow | Christina Beier / William Beier    | [ 3 ]  |